# Qixia
Qixia is een stad in de provincie Shandong van China. De stad heeft ongeveer 665.000 inwoners. Qixia is ook een arrondissement. Qixia hoort bij de Prefectuur Yantai. 